# Бирун
Бирун (из перскијске речи што значи "споља") је био чувар на османском двору. Бируни су чували дворац споља, док су ендеруни чували дворац изнутра.

## Чувари дворца
Бирун је био термин у османском царству који је означавао чуваре са спољашње стране Топкапи палате, и који је био у супротности са чуварима изнутра, ендерунима, који су радили само за султана, његове слуге и породицу унутар палате. Бируни су радили и за људе у администрацији, војсци и са верским поглаварима, за разлику од ендеруна.